# Grupa warowna „Ludendorff”

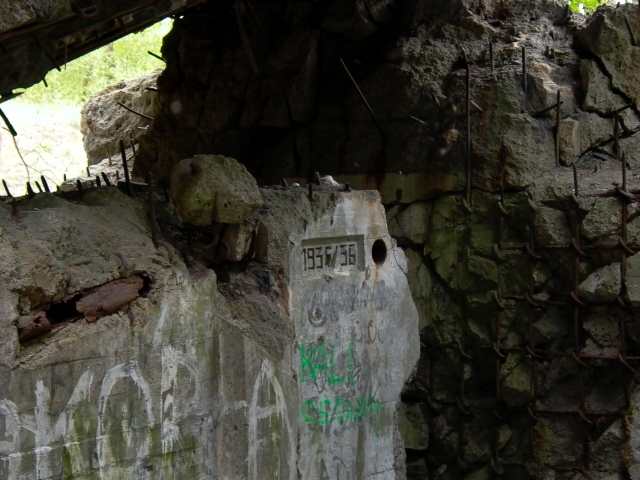
Ruiny Pz.W. 865 (522) – widoczna data budowy

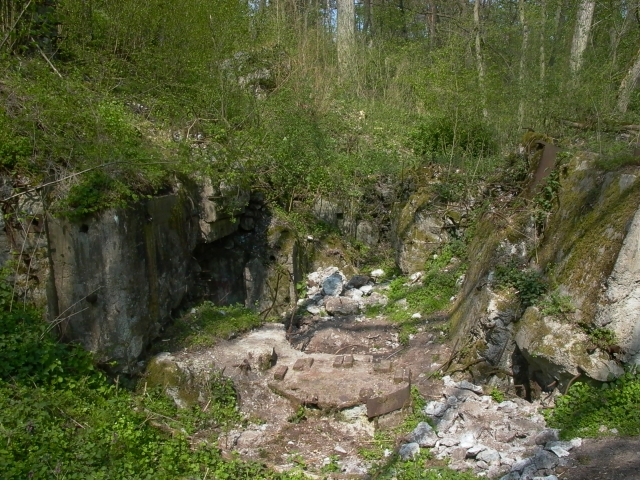
Ruiny Pz.W. 866

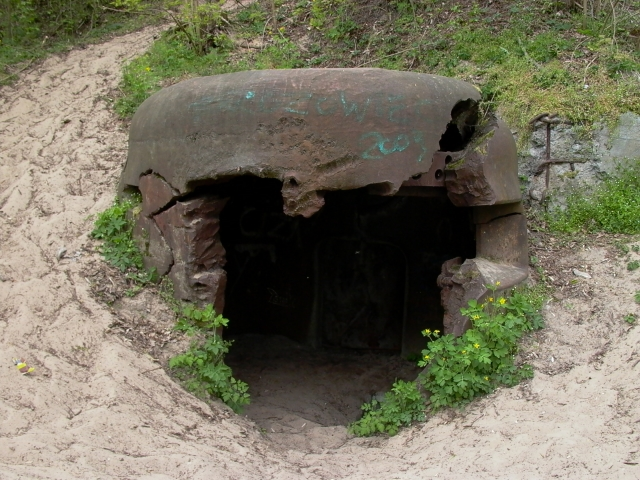
Pz.W. 867 – wysadzona kopuła typu 2P7

Grupa warowna „Ludendorff” – jedna z grup warownych niemieckich umocnień Łuku Odry-Warty (Oder-Warthe Bogen, Międzyrzeckiego Rejonu Umocnionego).
Budowę grupy rozpoczęto na przełomie 1935 i 1936 roku poprzez wzniesienie na szczycie tzw. Lisiej Góry, położonej w zakolu rzeki Obry na północ od miejscowości Stary Dworek schronu oznaczonego numerem 522. Wybudowano go w ramach rozbudowy tzw. Linii Niesłysz-Obra, będącej pierwszym etapem do budowy potężnych umocnień Frontu Ufortyfikowanego Łuku Odry-Warty. Ze schronem łączyły się dwie tzw. odosobnione wieże. Następnie na wzgórzu wzniesiono jeszcze 3 schrony. Wszystkim obiektom nadano propagandową nazwę Panzerwerków (dzieł pancernych, skrót Pz.W.) i jednolitą numerację. Schrony połączone zostały podziemnymi poternami. W podziemiach znajdowały się także koszary prawdopodobnie dla obsługi baterii artyleryjskiej znajdującej się nieopodal obiektów i magazyny.
Schrony podzielić można funkcjonalnie na:
- uniwersalne:

Pz.W. 864
Pz.W. 865 (522)
- wieże odosobnione, tzw. detaszowane środki ogniowe:

Pz.W. 863
Pz.W. 866
Pz.W. 867
- obserwacyjne:

Pz.W. 868
Głównym uzbrojeniem grupy były karabiny maszynowe. Dwa umieszczone były w sześciostrzelnicowej kopule typu 20P7 zamontowanej w największym schronie nr 865 (522), trzy w trzystrzelnicowych kopułach typu 2P7 wież odosobnionych. Dalsze trzy znajdowały się za płytami pancernymi obydwu dużych panzerwerków, służąc do obrony wejść i tyłów obiektów. Obronę uzupełniał forteczny miotacz ognia oraz granatnik M19. Wyłącznie do obserwacji służyły dwie kopuły: zainstalowana w Pz.W. 864 oraz w odrębnym, obserwacyjnym Pz.W. 868.
Grupa traktowana była jako eksperymentalna, stąd spotkać tu można duże zróżnicowanie zastosowanych rozwiązań. W 1938 roku jedna z wież odosobnionych (Pz.W. 866) została rozbudowana o kazamatę dla armaty przeciwpancernej kalibru 37 mm. Był to jedyny taki obiekt zbudowany we wschodnich fortyfikacjach Niemiec. Możliwość rozbudowy o stanowisko broni przeciwpancernej posiadał również Pz.W. 865.
Dzięki swojemu położeniu i uzbrojeniu grupa, której w 1939 roku nadano imię gen. Ericha Ludendorffa, była jednym z najsilniejszych punktów oporu w niemieckiej fortyfikacji. Jako jedyna posiadała prócz broni piechoty elementy czynnej obrony przeciwpancernej.
W 1944 roku w czasie przygotowań całego O.W.B. do obrony na terenie grupy wzniesiono eksperymentalne stanowisko dla czeskiej armaty przeciwpancernej kalibru 47 mm.
Grupa została zdobyta przez 35 DP Gwardii dowodzoną przez płka N. Grigoriewa 30 stycznia 1945. Po wojnie wszystkie jej obiekty zostały wysadzone w powietrze i obecnie są zniszczone w różnym stopniu. Teren grupy jest opuszczony. Bardzo duże niebezpieczeństwo stanowią ruiny schronów, szczególnie otwarte szyby prowadzące do zasypanych podziemi. Na wzgórzu znajdują się również inne groźne pozostałości wojny, takie jak drut kolczasty.